# Salon Piivolley
Salon Piivolley – fiński męski klub siatkarski z Salo. Założony został w 1999 roku. Obecnie występuje w najwyższej klasie rozgrywek klubowych w Finlandii.

## Rozgrywki międzynarodowe
| Sezon     | Rozgrywki        |
| --------- | ---------------- |
| 2004/2005 | Puchar Top Teams |
| 2007/2008 | Puchar Challenge |

## Medale, tytuły, trofea
- Mistrzostwa Finlandii:
  -  2004, 2005, 2006
  -  2001, 2007
- Puchar Finlandii: 
  -  2003
  -  2001, 2004, 2006, 2007

## Kadra w sezonie 2009/2010
- Pierwszy trener:  Ismo Tuominen

| Nr | Imię i nazwisko   | Data ur. | Wzrost | Pozycja      |
| -- | ----------------- | -------- | ------ | ------------ |
| 1  | Jesse Mäntylä     | 1987     | 176    | libero       |
| 2  | Kaius Peltonen    | 1987     | 190    | rozgrywający |
| 3  | Jukka Lehti       | 1982     | 190    | rozgrywający |
| 4  | Tomi Rumpunen     | 1987     | 194    | przyjmujący  |
| 5  | Jouni Palokangas  | 1986     | 195    | przyjmujący  |
| 6  | Juuso Järvinen    | 1988     | 180    | libero       |
| 7  | Tuukka Anttila    | 1980     | 204    | środkowy     |
| 8  | Tuomas Haapasalo  | 1990     | 198    | środkowy     |
| 9  | Ismo Moilanen (K) | 1980     | 191    | atakujący    |
| 10 | Ilari Sivonen     | 1987     | 190    | przyjmujący  |
| 11 | Jussi Niemelä     | 1977     | 195    | atakujący    |
| 12 | Daniel Kusnetsoff | 1989     | 198    | środkowy     |
| 13 | Juha Mäkikokko    | 1976     | 198    | środkowy     |